# Basilique Sainte-Élisabeth de Wrocław
Pour les articles homonymes, voir Église Sainte-Élisabeth.
La basilique Sainte-Élisabeth (Bazylika św. Elżbiety) est un sanctuaire catholique de Wrocław. Sa flèche de style gothique du XIVe siècle, mesurait cent trente mètres de haut à sa construction et fut détruite durant une tempête en 1529. Reconstruite entre 1531 et 1535 dans un style Renaissance, elle s'élève aujourd'hui à 91 mètres. Il existe une terrasse d'observation près du sommet, ouverte au public.

## Source
- (en) Cet article est partiellement ou en totalité issu de l’article de Wikipédia en anglais intitulé « St. Elizabeth's Church, Wrocław » (voir la liste des auteurs).